# Watamula

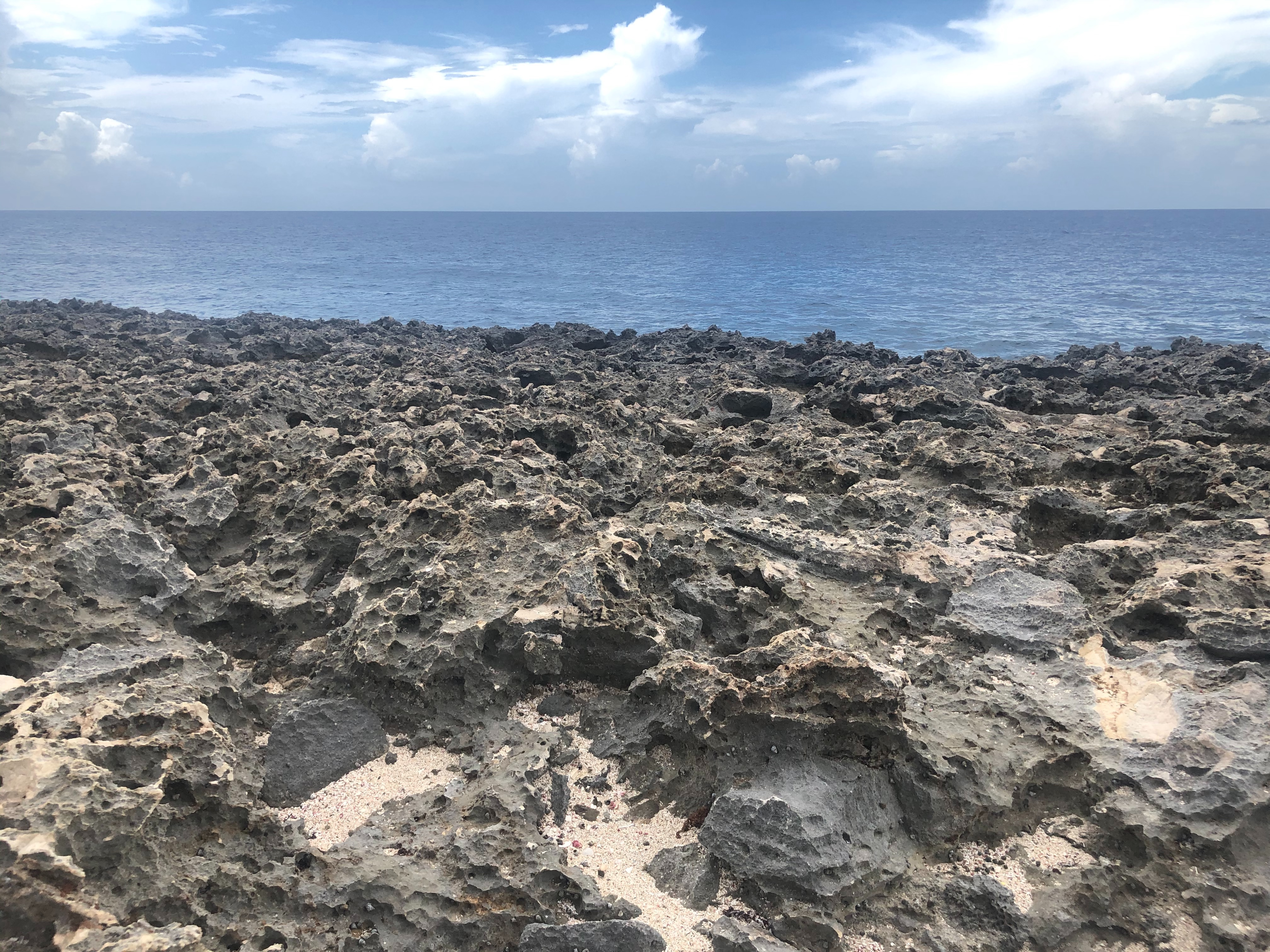
Poreus gesteente bij Westpunt

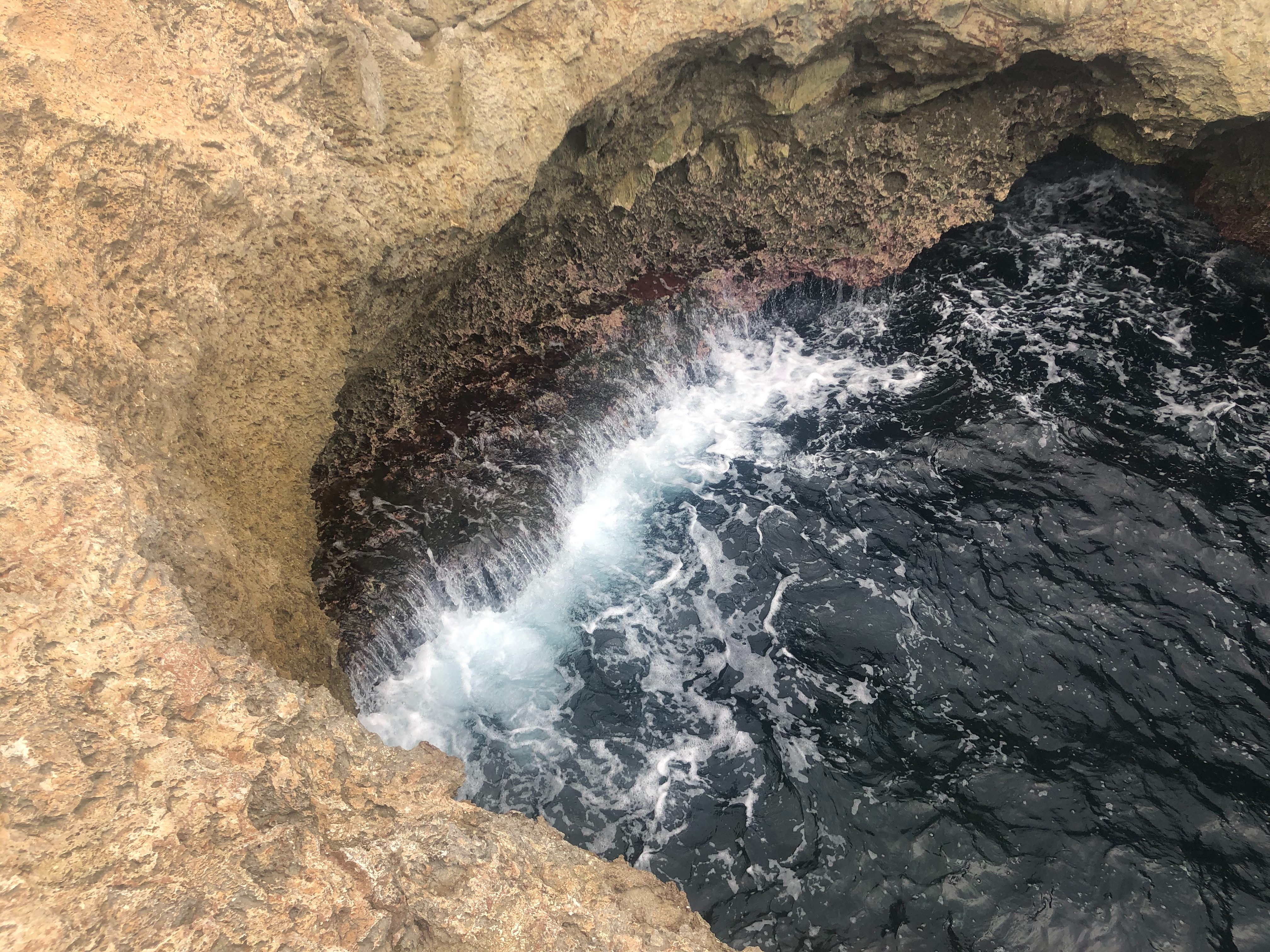
Inham te Watamula

Watamula is het noordelijkste gedeelte van Bandabou op het eiland Curaçao. Volgens de lokale bevolking is dit de plaats waar het eiland "ademt". Dit komt doordat de rotsen en overgebleven resten van het koraal poreus zijn en de lucht door de golven uit het gesteente wordt geblazen. Door het bubbelen van poeltjes met water dat op de rotsen ligt wordt het ook wel Boka Shampaña (De champagne-inham) genoemd. Voor de kust van Watamula ligt een van de mooiste riffen van Curaçao. Hier komen in een inham drie zeestromingen bijeen, waaraan de naam Watamula (als afgeleide van het Nederlands woord watermolen) is ontleend.
Aangrenzend ligt het nationaal park Shete Boka, wat te bereiken is via de weg naar Westpunt. Een klein stuk zuidelijker ligt het Westpunt van het eiland en het gelijknamige vissersdorpje.